# 평 (성씨)
평(平)씨는 한국을 포함한 동아시아의 성씨이다.

## 기원

### 중국
평(平)씨는 중국 여남(汝南)에서 계출된 성씨로서, 한나라 성제 때 평릉인 평당이 도위를 지내고, 식읍의 지명을 성으로 삼은 것이 시초가 된다.

### 한국
한국 평씨의 연원은 정확히 고증할 수 없으나, 조선씨족통보에 서기 931년(고려 태조 14) 평환이라는 사람이 강덕진두가 되었다는 기록이 있다.

### 일본
흔히 간무 천황의 손자가 신적강하하면서 하사받은 것을 시작으로 한다. 최근의 연구에서는 1세 왕, 2세 왕은 미나모토(源), 3세 이하는 다이라(平)라는 성이 내려졌음이 판명되어 있다. '다이라(平)'라는 명칭의 유래에 대해서는 여러 설이 있지만 가장 유력한 것은 오오타 아키라(太田亮)가 제창하여 후지키 구니히코(藤木邦彦)・사에키 아리키요(佐伯有清) 등이 발전시킨 것으로, 최초로 '다이라'라는 집안을 열었던 간무 헤이시의 선조 간무 천황이 지은 헤이안쿄(平安京)를 기념하여 '헤이(平, 일본식 음독으로 다이라多比良)'라고 명명하게 되었다는 것이다. 한편 야스다 마사히코(安田政彦)는 이 설을 지지하면서도 한편으로는 미나모토 씨나 아리와라 씨(在原氏)처럼 중국 고전에서 따왔을 가능성도 지적하고 있다.

## 한국의 평씨

### 본관
평(平)씨는 2000년 대한민국 통계청 인구조사에서 608명으로 조사되었다. 본관은 충주, 가흥, 인천, 인주, 경성 등 5본이다.
| 본관                  | 가구    | 인구  |
| --------------------- | ------- | ----- |
| 충주 평씨 (忠州 平氏) | 114가구 | 378명 |
| 가흥 평씨 (嘉興 平氏) | 44가구  | 126명 |
| 인천 평씨 (仁川 平氏) | 19가구  | 70명  |
| 인주 평씨 (仁州 平氏) | 7가구   | 17명  |
| 경성 평씨 (京城 平氏) | 3가구   | 10명  |

### 충주 평씨
충주 평씨(忠州 平氏) 시조 평우성(平友聖)은 조선 선조 때의 사람이다. 평우성의 묘는 인천광역시 남동구 서창동에 있다. 평우성(平友聖)의 아들 평종현이 호조판서를 지냈다. 조선시대 주요 인물로는 정3품 절충장군을 역임한 평귀욱(平貴郁)과 부사과를 역임한 평왕손(7세손), 주부 평경신(8세손)등이 있다. 평유행(平有行)은 사과를 역임하고, 종2품 문관인 가의대부(嘉義大夫)에 올랐다. 충주 평씨는 조선시대 과거 급제자 3명을 배출하였다.

#### 인물
- 헌목대부인 평씨(獻穆大夫人 平氏)는 고려 태조의 제7비이다. 경주 사람으로 좌윤(佐尹) 평준(平俊)의 딸이다.

## 일본의 평 씨

다이라 가문의 나비 가몬.

다이라 우지 혹은 헤이시(일본어: 平氏)는 일본에서 황족이 신적강하(臣籍降下)하면서 자칭하게 된 우지(氏) 가운데 하나인 '다이라(平)'를 혼세(本姓)로 하는 씨족이다. 가바네(姓)는 아손(朝臣)이며, 집안의 문장은 아게하쵸(揚羽蝶), 린(鱗) 등이다.
일반적으로 가장 유명한 간무 헤이시(桓武平氏)를 포함한 4개의 유파가 있다.